# 茂彪
茂彪（1420年—？），字宗彝，直隸江都縣人，陝西慶陽衛軍籍，明朝政治人物。進士出身。

## 生平
陝西鄉試第八名。景泰五年（1454年）甲戌科會試第三十八名，殿試登進士第三甲第一百三十七名。

## 家族
曾祖茂克誠。祖父茂勝。父亲茂文。